# Kalagnoor, Gulbarga
Kalagnoor là một làng thuộc tehsil Gulbarga, huyện Gulbarga, bang Karnataka, Ấn Độ.